# Шопур
Шопур (на македонска литературна норма: Шопур) е село в Община Щип, Северна Македония.

## География
Селото е разположено в западните поли на Плачковица на 15 километра от град Щип.

## История
На 1,5 km югоизточно от Шопур е крепостта Пилав тепе.
В XIX век Шопур е малко българско село в Щипска кааза на Османската империя. Според статистиката на Васил Кънчов („Македония. Етнография и статистика“) от 1900 година Шопури има 54 жители, всички българи християни.
По данни на секретаря на Българската екзархия Димитър Мишев („La Macédoine et sa Population Chrétienne“) в 1905 година в Шопур (Chopour) има 80 българи екзархисти.
След Междусъюзническата война в 1913 година селото остава в Сърбия.